# المتحف الوطني للفنون المرئية (الأوروغواي)
المتحف الوطني للفنون البصرية في الأوروغواي (بالإسبانية: Museo Nacional de Artes Visuales) هو متحف يقعُ في باركي رودو، مونتيفيديو، أوروغواي. تم افتتاحه في 10 ديسمبر 1911. يحتوي هذا المتحف على أكبر مجموعة من الأعمال الفنية في الأوروغواي. من بينها أعمال أولغا بيريا ورافائيل باراداس وخواكين توريس غارسيا وخوسيه كونيو وكارلوس فيديريكو سايز وبيدرو فيغاري وخوان مانويل بلانيس والفنان بابلو سيرانو الذي عاش في مونتيفيديو لمدة عشرين عامًا. يستضيف المتحف عروضًا مؤقتة، وفي كثير من الحالات معارض متنقلة لفنانين أجانب.

## المعارض
- 1، الطابق الأرضي. السطح: 152 م 2[4]
- 2، الدور الارضى. المساحة: 1015 م 2[1]
- 3، الطابق الأول. السطح: 110 م 2[7]
- 4، الطابق الأول. المساحة: 634 م 2[12]
- 5، غرفة، الطابق العلوي. السطح: 570 م 2[13]
- غرفة اجتماعات بالدور الأرضي بسعة 174 مقعدًا. مصممة بشكل أساسي لمؤتمرات الفيديو.[14]
- مكتبة في الطابق العلوي. من الاثنين إلى الجمعة من 11 إلى 17 ساعة، مع التركيز على الفن، مع أكثر من 8000 مجلد.[15]
- الحديقة، صممها مهندس المناظر الطبيعية لياندرو سيلفا ديلجادو أوروغواي. مدير المتحف[16]

## المدراء
| اسم المخرج                     | زمن           |
| ------------------------------ | ------------- |
| دومينغو لابورت                 | (1911-1928)   |
| إرنستو لاروش                   | (1928-1940)   |
| خوسيه لويس زوريلا دي سان مارتن | (1940-1961)   |
| مونيوز ديل كامبو               | (1961-1969)   |
| أنجيل كالينبيرج                | (1969-2007)   |
| جاكلين لاكاسا                  | (2007-2009)   |
| ماريو ساجراديني                | (2009-2010)   |
| إنريكي أجوير                   | (2010 - الآن) |